# Margarin
Margarin är ett fast eller flytande matfett som är baserat på olja och vatten eller mjölk. Smak- och färgämnen kan tillsättas för att efterlikna smör.
Margarin eller matfettblandning kallas matfetter som består av enbart vegetabiliska fetter eller blandningar av vegetabiliska fetter och animaliska fetter, till exempel smörfett. Råvarorna består av olika fetter, främst från rapsolja eller solrosolja, skummjölk eller skummjölksprotein, emulgeringsmedel (lecitin), salt och vitaminer. Betakaroten ger margarinet dess gula färg. Fetthalten är vanligtvis 25, 40, 60 eller 80 procent.
Från början tillverkades margarin främst för att mätta den enorma efterfrågan på smör i mitten på 1850-talet.  

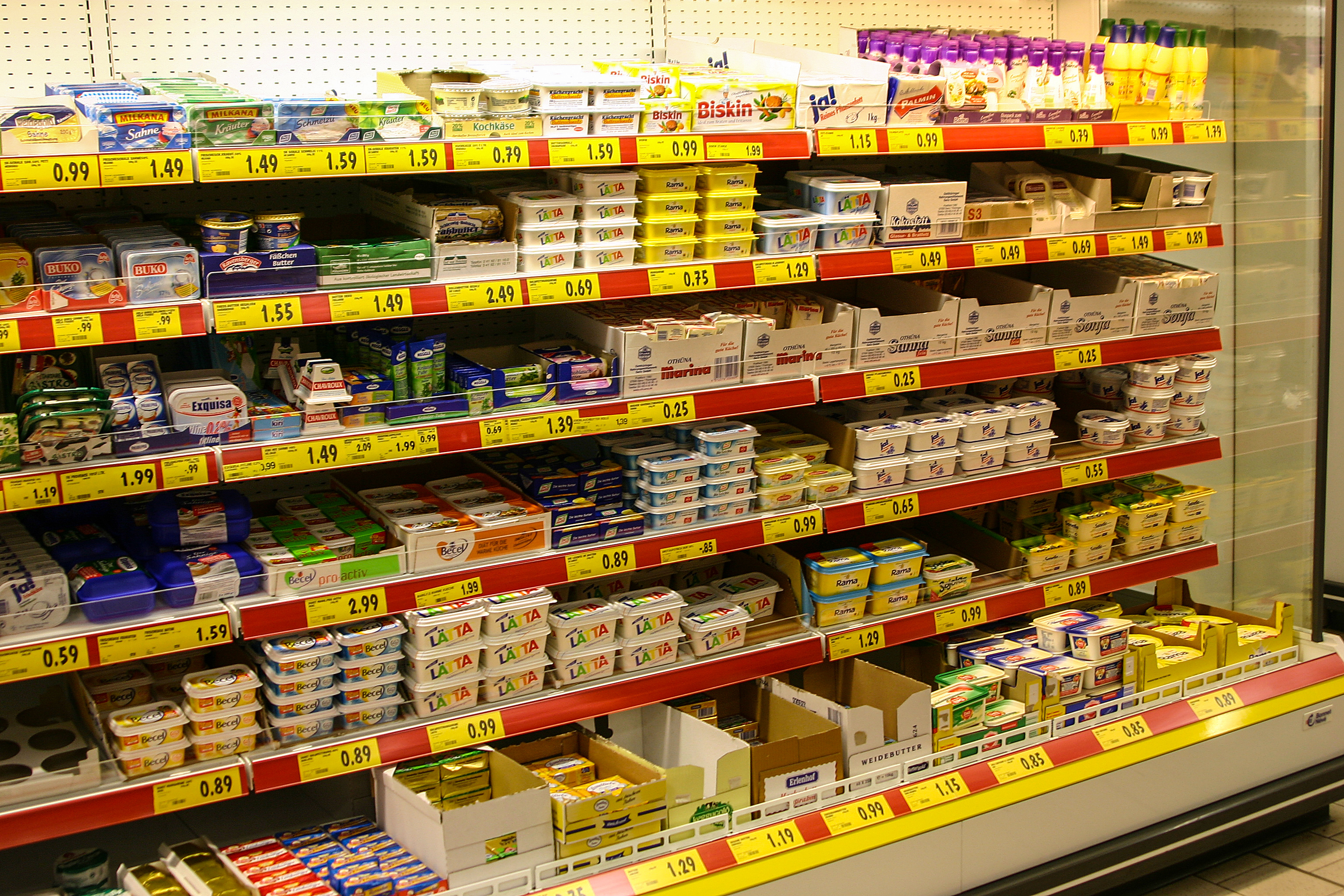
Margarin i kyldisk.

## Historik
Den franske kemisten Michel Eugène Chevreul bidrog till produkterna margarin (samt stearinljus och tvål). Detta genom upptäckten 1813 av margarinsyra (en mättad fettsyra som erhålls av bland annat palmolja). 1853 visade den tyske strukturkemisten Wilhelm Heinrich Heintz att margarinsyra var en kombination av stearinsyra och den då okända palmitinsyran.
Margarinet uppfanns 1869 av den franske kemisten Hippolyte Mège-Mouriès. Detta skedde efter att den franske kejsaren Napoleon III tre år tidigare avsatt en större summa pengar till den som kunde skapa ett billigt alternativ till smör åt den växande och undernärda stadsbefolkningen. Margarinpatentet såldes 1870 till den nederländske smörgrossisten Anton Jurgens. Det första margarinet var helt animaliskt, alltså gjort av mättat fett som har fast konsistens i rumstemperatur och behövde därmed inte härdas. Det blandades med mjölk och smaksattes med de i smör naturligt förekommande acetoin och diacetyl.
Genombrottet för margarinet kom under Paris belägring 1870–1871, då staden helt saknade smör och margarin var det enda som stod till buds. I Norden grundades den första margarinfabriken i Kristiansand i Norge 1876 av Edmond Auguste Pellerin. I Sverige startades den första margarinfabriken i liten skala i Helsingborg 1881 av Carl Rydberg. Det stora genombrottet kom med Arboga Margarinfabrik, grundad 1887. 
Margarinet möttes till en början med stor skepsis, 1889 var margarinets vara eller inte vara livligt omdebatterat i Aftonbladet. Samma år lade Lantmannapartiet fram en motion i riksdagen om att förbjuda margarinet, men lyckades aldrig vinna en majoritet för förslaget.. År 1895 startade Edmond Auguste Pellerin margarintillverkning i Sverige då  Pellerins margarinfabrik grundades i Göteborg. År 1899 grundades Margarinaktiebolaget Zenith i Malmö.
Därefter fick margarinet ett snabbt genombrott i Sverige. Känt blev det så kallade Margarinkriget 1918, där Sveriges Minuthandlares Riksförbund i ett försök att bekämpa Kooperativa Förbundet lyckades förmå margarinfabrikanterna att upphöra med sina leveranser av margarin till de kooperativa affärerna. Detta gjorde att man om man inte ville använda ister eller hade råd med det dyra smöret, tvingades vända sig till en privat affär. KF avgick med segern genom att köpa upp en egen margarinfabrik.
På 1930-talet kom margarinet på nytt i debatt. I samband med kohandeln mellan Socialdemokraterna och Bondeförbundet 1933 infördes den så kallade "margarinaccisen", en särskild skatt på margarin för att skydda smörproduktionen. Samtidigt förbjöds margarinreklam som anspelade på jämförelser med smör. Margarinet Tre ess tvingades ändra sitt slagord Smakar som smör till Smaken som segrar. Margarinmärket Runa vars namn kunde förväxlas med mejeriernas runsmör, fick byta namn till Rona.. Från år 1938 vitaminiseras allt hushållsmargarin i Sverige. Samma år finns 21 margarinfabriker i Sverige
År 1955 passerades den så kallade "Smörvallen" – svenska hushåll köpte mer margarin än smör. Därefter har försäljningstrenden svängt till och från i Sverige, bland annat beroende på hushållens ekonomi.

## Innehåll och egenskaper

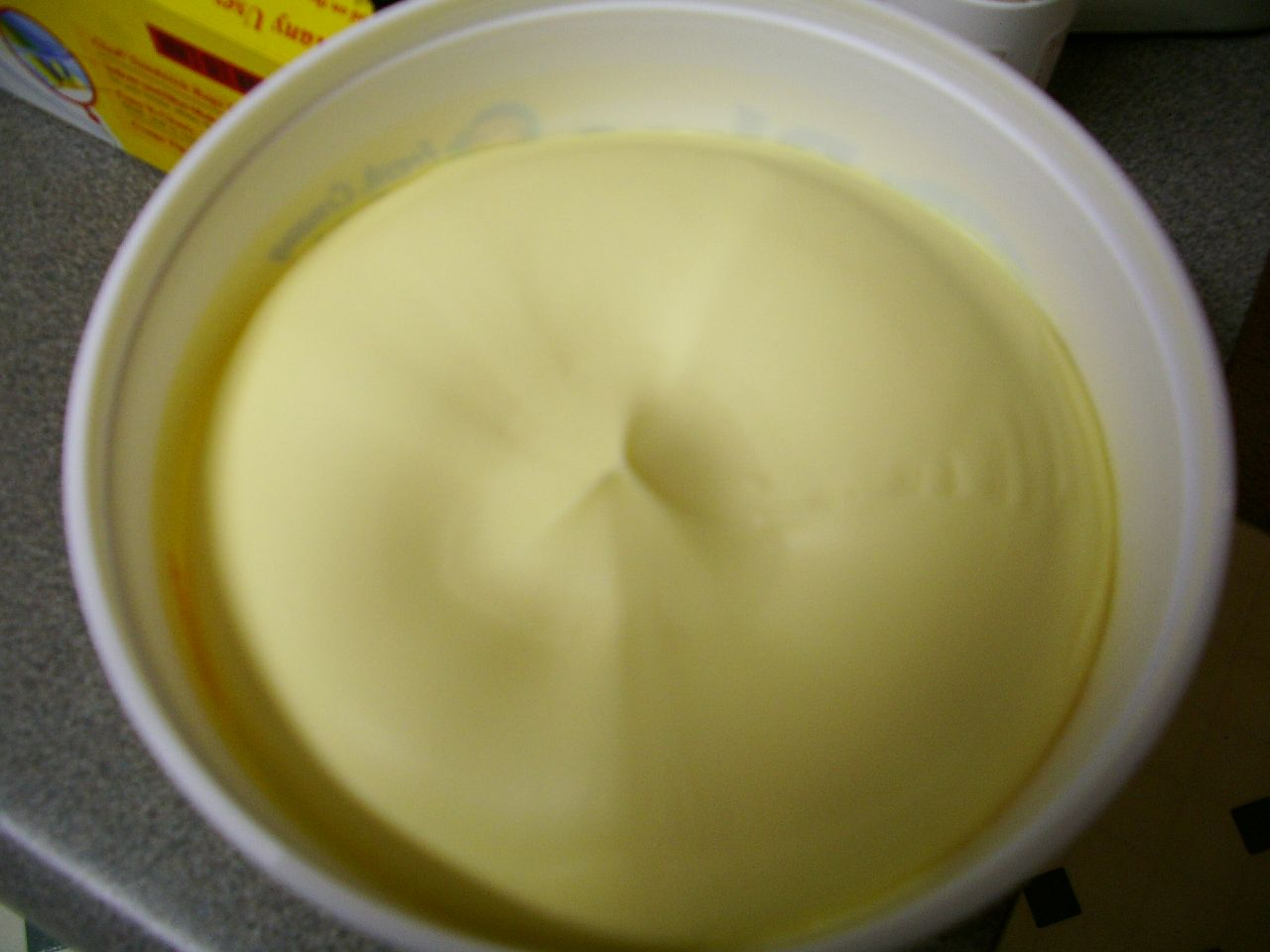
Margarin.

Till skillnad från smör som är hårt i rumstemperatur, kan margarin skräddarsys efter vad det ska användas till. Smörgåsmargarin, även kallat bordsmargarin, är mjukt margarin som är lättare att breda på bröd. Till matlagning, stekning och bakning finns både fast margarin och flytande margarin. Flytande margarin innehåller huvudsakligen rapsolja och solrosolja. De fasta margarinerna innehåller också rapsolja, men även en del fast fett, som palmolja. Den rapsolja och solrosolja som ingår i margarin skiljer sig inte före tillverkningen från den raps- och solrosolja som man som konsument kan köpa i en vanlig livsmedelsbutik. Vid tillverkningen måste oljorna härdas eller omestras för att få till den rätta konsistensen.
Förutom vegetabiliska oljor och fetter innehåller många margariner också någon form av mjölk. Mjölken bidrar med smak och arom och gör även att det visas en ”temperatursignal” i stekpannan när margarinet hettas upp. Salt bidrar med smak och fungerar också som ett konserveringsmedel.
I margarin med låg fetthalt hjälper gelatin eller stärkelse till med att binda vattnet. Margarin berikas med A- och D-vitamin enligt svensk lag. En del av A-vitaminet är i form av betakaroten, ett rödaktigt ämne, och det är det som ger margarinet dess gulaktiga färg. Lecitin fungerar som emulgeringsmedel, det gör att fettet och vattnet/mjölken kan blanda sig, och det motverkar också stänk och skvätt vid stekning. Margarin innehåller även arom, konserveringsmedlet kaliumsorbat (E 202) och emulsionen mono- och diglycerider av fett (E 471).
För att ge smörsmak till margarinet tillsätts acetoin och diacetyl som båda förekommer naturligt i smör.

## Hälsoaspekter
Vid diskussioner om margarinets näringsvärde tas främst två aspekter upp: den totala mängden fett samt vilka typer av fett margarinet innehåller. Fettsammansättningen varierar i margarin, där fastare margarin generellt har högre andel mättat fett än flytande. Rekommendationen från Livsmedelsverket är att vid matlagning välja matolja eller flytande margarin och till smörgåsen matfett med låg andel mättat fett.

### Total andel fett
Margarin innehåller totalt mellan 25 och 80 procent fett.

### Typer av fett

#### Omättat fett

##### Omega-3-fettsyra
Omega-3 är ett samlingsnamn för fettsyrorna ALA, EPA och DHA. De som har kopplats till alla de fördelar man sett med omega-3 är EPA och DHA, som finns i fisk. 
I vegetabiliska omega 3-rika produkter, som linfröolja och andra vegetabiliska oljor, är innehållet av ALA övervägande. Människan kan omvandla ALA till EPA och DHA, men förmågan är väldigt begränsad.

#### Hydrogenering
Går även under namnet fetthärdning. För att omvandla vegetabiliska oljor till fast konsistens behöver man tillsätta väte (hydrogen,  H2) i den kemiska formeln. För detta krävs en metallkatalysator vartill nickel vanligtvis används. Hydrogenering sker i rumstemperatur och reducerar enkel- och fleromättade fettsyror. De vegetabiliska oljorna omvandlas till mättat fett med fast konsistens och bättre lagringsmöjligheter.
Detta kunde förr ge upphov till så kallade transfetter, men idag anses det att den kemiska processen förfinats och margarinet blir fullständigt härdat.

#### Transfett
Margarin innehåller numer i princip inga industriellt framställda transfetter. Matfettsblandningar innehållandes smör kan dock innehålla upp till 2-3 % naturligt förekommande transfetter. Inom EU är det lagstadgat att industriellt framställda transfetter inte får utgöra mer än 2 % av totala mängden fett i en matvara.